# ジャパン・ケーキ・ショー東京
ジャパン・ケーキ・ショー東京（ジャパン・ケーキ・ショーとうきょう）とは、毎年10月に社団法人東京都洋菓子協会が主催する日本国内において開催される製菓業界の作品展のこと。共催は全国洋菓子協会。

## 芸術としての洋菓子
国外から持ち込まれた食文化である洋菓子は、時代の流れと共に食すだけでなく一つの芸術としても扱われるようになった。このジャパン・ケーキ・ショー東京では、様々な形や技術を施した洋菓子作品をコンクール各部門ごとに見ることができる。

### コンクール
コンクールには部門が存在し、各部門にパティシエやショコラティエなどの専門家や、製菓学校などの学生らが出品。日本国内のみならず海外からの出品もある。部門は11種類が存在する。
- マジパンデコレーション部門
  - ケーキのデコレーション部分を全てマジパンで作成する。マジパン以外の素材使用は認められない。
- バタークリームデコレーション部門
  - 生クリームでコーティングする部分をバタークリームでデコレーションする。生クリームと比較してパイピングがしやすく繊細なデコレーションが可能。
- 大型工芸菓子部門
- 小型工芸菓子部門
- チョコレート工芸菓子部門
- シュガークラフト工芸菓子部門
  - 砂糖を使った工芸菓子。
- グラン・ガトー部門（1年ごとに「プティ・ガトー部門」と交替実施）
  - シュー生地・パイ生地・スポンジ生地を用い、比較的大きいサイズのもの。（プティ・ガトーがサイズが小さいもの）
- コンフィズリー＆クッキー部門
- ジュニア部門
- ピエスモンテ部門
- ディスプレイ部門

## 名称の変遷
東京都洋菓子協会が主体となって1979年から「東京現代洋菓子作品展」として開催。1985年から「東日本洋菓子作品展」として北海道から東日本地域の洋菓子協会が共催し規模を拡大する。「西日本洋菓子コンテスト」も存在するが、このコンテストは関西地方・中国地方などの協会が開催しているコンテストで東日本洋菓子作品展と比較すると規模は異なる。そして2000年に現在の「ジャパン・ケーキ・ショー東京」と名称を改め、日本国内で最大規模の洋菓子作品展となった。

## 会場
会場では技術指導委員が行うデモンストレーションが行われたり、喫茶コーナーで作品展に出品されている洋菓子の何種類かを実際に食べることができる。また、協賛企業が出展するコーナーでは普段あまり目にすることができない製菓業界の様々な道具を実際に触ったり購入したりできる。